# 李崇望
李崇望（1935年—2025年3月20日），原名李存旺，笔名宗海，男，山西襄垣人，中国作曲家，曾任山西省歌舞剧院院长，中国音乐家协会理事。